# Bastardiastrum incanum
Bastardiastrum incanum är en malvaväxtart som först beskrevs av Brandeg., och fick sitt nu gällande namn av D.M. Bates. Bastardiastrum incanum ingår i släktet Bastardiastrum och familjen malvaväxter. Inga underarter finns listade i Catalogue of Life.